# 彰化縣立信義國民中小學
彰化縣立信義國民中小學（英語：Hsin-Yi Public Junior High and Elementary School of Changhua County），簡稱信義國中小，位於台灣彰化縣彰化市向陽街168號，為彰化縣一所九年國民教育之學校。

## 學區
信義國中小為向陽里22個鄰、崙平里17個鄰、南美里11個鄰，共計三里50個鄰之劃分學區。

## 榮譽
該校於榮獲2013年教育部“全國閱讀推手團體組磐石獎”；同年，於“國際學校網界博覽會”取得白金獎獲得總統之召見並表揚。也於“第53屆中小學科學展覽”榮獲小學乙組榮獲團體獎第二名精進獎與第三名之佳績。

## 外部連結
- 彰化縣教育處 （页面存档备份，存于）

24°03′46″N 120°31′43″E / 24.062773°N 120.528613°E